# رنگینک-ژیان‌مرغ شکم‌روشن
رنگینک-ژیان‌مرغ شکم‌روشن (نام علمی: Neopelma pallescens) نام یک گونه از سرده نوکف‌پایی‌ها است.